# Bernard de Coral
Bernard de Coral est un homme politique français né le 23 juin 1900 à Limoges (Haute-Vienne) et mort à Urrugne (Pyrénées-Atlantiques) le 29 juin 1987. 

## Biographie
Arrière-petit-fils d'un conseiller général, petit-fils d'un député-maire de Bayonne et fils d'un officier de cavalerie, il devient maire d'Urrugne en 1929, puis député, élu lors d'une élection législative partielle en 1935 et réélu l'année suivante. Il siège au groupe de la Fédération républicaine.
Le 10 juillet 1940, Bernard de Coral ne prend pas part au vote sur la remise des pleins pouvoirs au Maréchal Pétain. Il demeure maire de sa ville jusqu'en 1945, puis de nouveau à partir de 1947, jusqu'en 1965. En 1951, il devient également conseiller général de Saint-Jean-de-Luz et le reste jusqu'en 1963.